# Come an' Get It
Come an' Get It četvrti je studijski album engleskog hard rock sastava Whitesnake, objavljen travnju 1981. godine. Na albumu se nalaze dva singla, "Don't Break My Heart Again" koji zauzima 17. mjesto i "Would I Lie to You" na 37. mjestu top ljestvice.

## Popis pjesama
1. "Come an' Get It" (David Coverdale) – 3:58
2. "Hot Stuff" (Coverdale, Micky Moody) – 3:22
3. "Don't Break My Heart Again" (Coverdale) – 4:01
4. "Lonely Days, Lonely Nights" (Coverdale) – 4:14
5. "Wine, Women An' Song" (Coverdale, Moody, Bernie Marsden, Neil Murray, Jon Lord, Ian Paice) – 3:43
6. "Child of Babylon" (Coverdale, Marsden) – 4:50
7. "Would I Lie to You" (Coverdale, Moody, Marsden) – 4:30
8. "Girl" (Coverdale, Marsden, Murray) – 3:54
9. "Hit an' Run" (Coverdale, Marsden, Moody) – 3:21
10. "Till the Day I Die" (Coverdale) – 4:27

## Osoblje
- David Coverdale – vokali
- Micky Moody – gitara
- Bernie Marsden – Električna gitara
- Jon Lord – klavijature
- Neil Murray – bas-gitara
- Ian Paice – bubnjevi